# Паган (бугарски хан)
Паган (бугарски: Паган) је био бугарски кан 767-768. године. 

## Владавина
Паган је идентификован као члан фракције бугарске аристократије која је настојала да успостави мирне односе са Византијским царством. Након што је ступио на престо после убиства свог претходника Токтуа, Паган је заједно са својим двором кренуо да присуствује преговорима са царем Константином V Копронимом, негде у Тракији. У жустрим разговорима, цар је истицао своју жељу да одржи мир у Бугарској и прекорио Бугаре због анархије и свргавања свог бившег владара Сабина, који је као избеглица живео на византијском царском двору. Цар је ипак пристао да склопи мир и Паган се вратио кући. 
Недуго затим Константин је изненада напао Бугарску и успео да продре преко планина у језгро државе. Запалио је нека насеља око бугарске престонице Плиске. Иако Константин није наставио своју релативно успешну инвазију и повукао војску у Цариград, Паган се суочио са гневом својих поданика, који су га оптужили за лаковерност и неспособност да се супротстави непријатељу. Паган је побегао у правцу Варне, али су га његове слуге убиле. Наследио га је кан Телериг. 
Извор из 17. века - компилација Џафар Тарик (дело спорне аутентичности) помиње Бојана (тј. Пагана) као сина бившег владара Бунека (тј. Винеха). Овај извор приписује Пагану протеривање Саина (тј. Сабина).